# Księte (jezioro)
Księte – jezioro w woj. kujawsko-pomorskim, w powiecie brodnickim, w gminie Świedziebnia, leżące na terenie Pojezierza Dobrzyńskiego. Północny brzeg jeziora stanowi granicę z gminą Górzno.

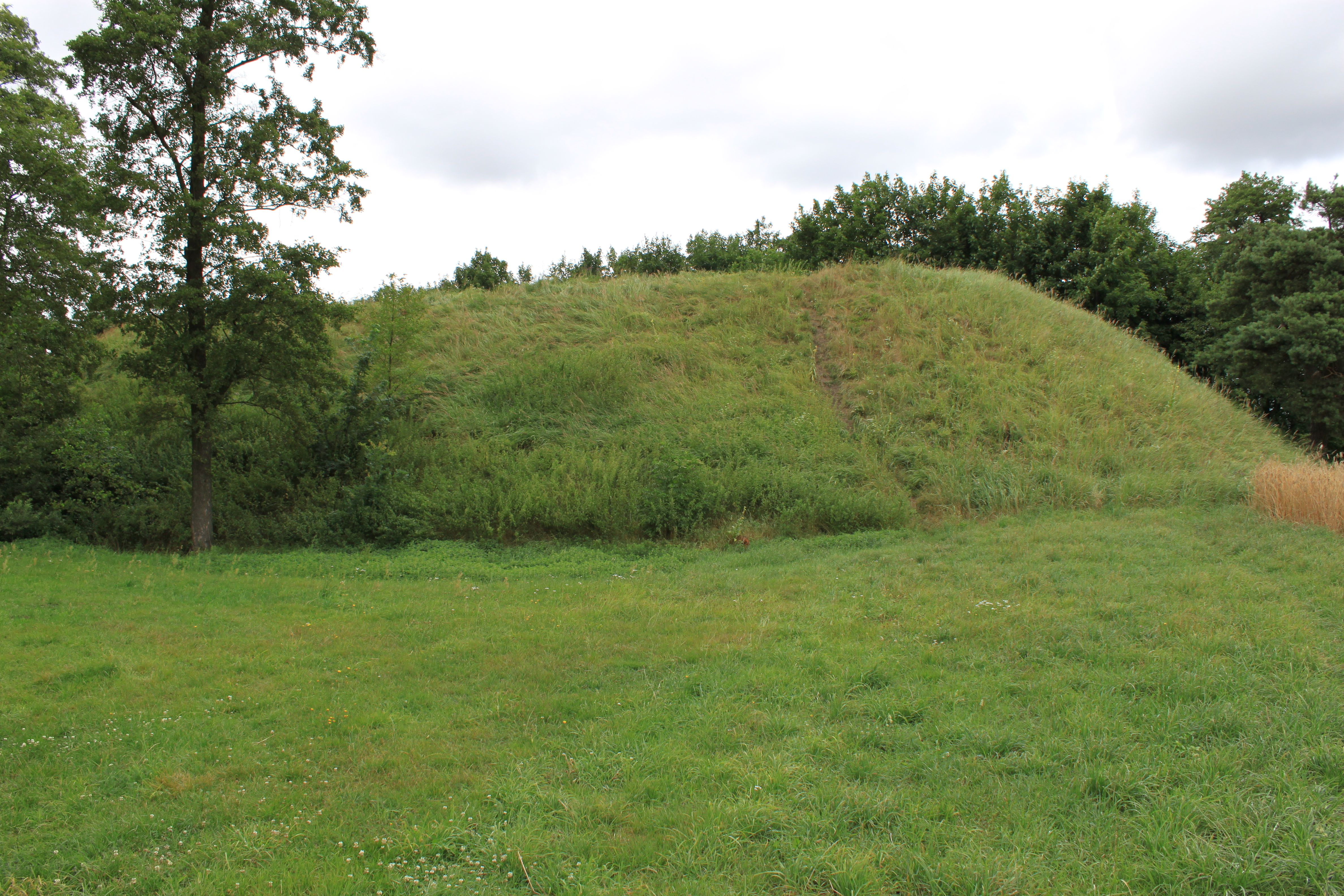
Grodzisko nad jeziorem Księte (zobacz: Księte)

## Dane morfometryczne
Powierzchnia zwierciadła wody według różnych źródeł wynosi od 40,3 ha do 41,0 ha.
Zwierciadło wody położone jest na wysokości 116,4 m n.p.m. Średnia głębokość jeziora wynosi 0,7 m, natomiast głębokość maksymalna 1,5 m.
W oparciu o badania przeprowadzone w 2004 roku wody jeziora zaliczono do wód pozaklasowych i poza kategorią podatności na degradację.